# Kurt Schwitters
Kurt Schwitters (20 de junio de 1887 – 8 de enero de 1948) fue un artista alemán, pintor, escultor, poeta y diseñador gráfico, nacido en Hannover. Excluido del movimiento Dadá berlinés, reaccionó fundando Dadá Hannover. Este movimiento se fundó sobre el apoliticismo (en las antípodas de las concepciones del grupo Dadá en Berlín, que se caracterizaba por estar comprometido políticamente), lo fantástico y el constructivismo. Sus principales pilares eran la revista Merz y el arte del mismo nombre.
Su actividad artística se fundaba sobre el collage; sobre sus telas se encontraban boletos de ómnibus, pedazos de afiches, periódicos, lana, botones, telas, etc. 
El nombre Merz alude a un fragmento de papel donde estaba escrito la palabra alemana Kommerz, de Kommerz Bank.
Su obra fue prohibida por las autoridades nazis a su llegada al poder en 1933 e incluida en las listas de "arte degenerado". Al saber que era buscado por la Gestapo se exilió a Noruega en enero de 1937, dejando en Alemania a su esposa Helma. Tras la invasión nazi del país nórdico huyó en barco a Edinburgo. En el Reino Unido le consideraron como un enemigo extranjero y pasó por varios campos de internamiento, recalando finalmente en el Campo Hutchison de la Isla de Man. Una vez liberado, pasó por Londres y, finalizada la guerra, se trasladó al Distrito de los Lagos en el norte de Inglaterra. En octubre de 1946 se rompió una pierna tras una caída de la que nunca se recuperaría. Falleció en Kendal el 8 de enero de 1948; dos días después se le informaba por carta de que le había sido concedida la ciudadanía británica.